# Domokos Lőrinc
Domokos Lőrinc (zalakapolcsi) (Debrecen, 1761. október 27. – Debrecen, 1825. augusztus 13.) megyei főjegyző.

## Élete
Domokos Lajos főbíró és Kenessey Katalin fia volt. Középiskoláit a debreceni református kollegiumban végezte; azután a bécsi egyetemen a jog- és államtudományokat hallgatta; később csebi Pogány Lajos mellett ügyvéd és Pesten jurátus volt. 1785-ben hazatérvén, Bihar megye aljegyzője, 1787-ben pedig Csanád-, Csongrád- és Békésmegyék főjegyzője lett, mely hivatalát 1790-ig, az említett megyék szétválasztásáig folytatta; ekkor Békés megyének, 1803-ban Bihar megyének lett főjegyzője, mely hivataláról 1810-ben lemondott. Ezen idő alatt több izben országgyűlési követ és országos küldöttségek tagja volt. Szoboszlai Pap István debreceni prédikátor mondott fölötte gyászbeszédet.

## Munkái
1. Tekintetes nemes Békés vármegyének tűz ellen való rendelései. Debreczen, 1800.
2. A' magazinalis commissariusok' instructioja. Nagyvárad, 1804.
3. Rendelések a cselédtartásról. Uo. 1805.
4. Táborba szálló nemesi sereg hadi törvénye. Uo. 1809.